# John Waters (General)
Sir Charles John Waters, GCB (* 2. September 1935; † 29. Januar 2025) war ein britischer Offizier der British Army, der zuletzt als General zwischen 1990 und 1993 Oberkommandierender der Landstreitkräfte (Commander-in-Chief, United Kingdom Land Forces) sowie von 1993 bis 1994 stellvertretender Oberster Alliierter Befehlshaber der NATO in Europa (Deputy Supreme Allied Commander Europe) war.

## Leben
Charles John Waters absolvierte nach dem Besuch der 1556 gegründeten Oundle School eine Offiziersausbildung und trat im Februar 1956 in das Infanterieregiment Gloucestershire Regiment ein, wo er 1975 Kommandeur (Commanding Officer) des 1. Bataillons wurde. Im Dezember 1979 übernahm er als Brigadegeneral (Brigadier) den Posten als Kommandeur der in Nordirland eingesetzten 3. Infanteriebrigade (3rd Infantry Brigade) und bekleidete diesen Posten bis zur Auflösung der Brigade im September 1981. Danach war er während des Falklandkrieges (2. April bis 20. Juni 1982) Kommandeur der dortigen britischen Landstreitkräfte. Im November 1983 wurde er als Generalmajor (Major-General) Kommandierender General (General Officer Commanding) der 4. Panzerdivision (4th Armoured Division) und damit Nachfolger von Generalmajor Jeremy Reilly. Er behielt dieses Kommando bis Dezember 1985 und wurde dann von Generalmajor Michael Hobbs abgelöst. Im Anschluss löste er im Januar 1986 Generalmajor Patrick Palmer als Kommandant des Staff College Camberley ab und verblieb auf diesem Posten bis April 1988, worauf Generalmajor John Learmont seine dortige Nachfolge antrat.
Waters, der auch Commander des Order of the British Empire (CBE) war, wurde im Anschluss im Mai 1988 als Generalleutnant (Lieutenant-General) Kommandierender General des Militärbezirks Nordirland und somit Nachfolger von Generalleutnant Robert Pascoe. Er behielt diese Funktion bis zu seiner Ablösung durch Generalleutnant John Wilsey im August 1990. Er wurde zudem am 11. Juni 1988 zum Knight Commander des Order of the Bath (KCB) geschlagen, so dass er seither das Prädikat „Sir“ führte. Im Oktober 1990 wurde General Waters Nachfolger von General Charles Huxtable als Oberkommandierender der Landstreitkräfte (Commander-in-Chief, United Kingdom Land Forces) und blieb in dieser Verwendung bis März 1993, woraufhin abermals General John Wilsey seine Nachfolge antrat. Am 31. Dezember 1991 wurde er als Nachfolger von Generalmajor John Acland auch Honorary Colonel der Royal Wessex Yeomanry und übte diese Ehrenfunktion bis 1997 aus. Zuletzt übernahm er vom deutschen General Dieter Clauß den Posten als stellvertretender Oberster Alliierter Befehlshaber der NATO in Europa (Deputy Supreme Allied Commander Europe). Er bekleidete das Amt bis zu seinem Eintritt in den Ruhestand im Dezember 1994 und wurde dann von General Jeremy Mackenzie abgelöst. Mit seinem Ausscheiden aus dem aktiven Militärdienst wurde er am 31. Dezember 1994 zum Knight Grand Cross des Order of the Bath (GCB) erhoben. Zudem engagierte er sich zeitweise als stellvertretender Vorsitzender des National Army Museum in London.